# Schijfboogkever
De schijfboogkever (Blemus discus) is een keversoort uit de familie loopkevers (Carabidae). De wetenschappelijke naam van de soort werd in 1801 gepubliceerd door Johann Christian Fabricius.